# Гарстад
Гарстад (норв. Harstad) або Гарсттак (півн.-саам. Hárstták) — комуна в Норвегії, друга за населенням у фюльке Трумс. Займає більшу частину острову Гіннея. Муніципальний центр — однойменне місто, Гарстад, яке посідає третє місце в північній Норвегії за чисельністю мешканців.